# Chavannes-sur-Reyssouze
Chavannes-sur-Reyssouze – miejscowość i gmina we Francji, w regionie Owernia-Rodan-Alpy, w departamencie Ain.

## Demografia
Według danych na styczeń 2012 r. gminę zamieszkiwało 730 osób, a gęstość zaludnienia wynosiła 44,1 osób/km².